# École d'ingénieurs généralistes - La Rochelle
École d'ingénieurs généralistes - La Rochelle, también conocida como EIGSI (puede traducirse como "escuela de ingeniería de sistemas industriales"), anteriormente École Violet, es una escuela de ingeniería (grande école) ubicada en La Rochelle, una ciudad en el Océano Atlántico en la costa oeste de Francia.
La EIGSI es una escuela de ingeniería generalista, lo que significa que todos los estudiantes reciben una educación verdaderamente multidisciplinaria. En su cuarto año, de cinco, se puede elegir una especialización entre: ingeniería mecánica, mecatrónica, sistemas de información, energía y medio ambiente, gestión industrial.
Al completar los 5 años de estudio y las pasantías requeridas en la industria, se entrega una Maestría en Ingeniería.

## Graduados famosos
- Jorge Chávez, un aviador franco-peruano